# Villamondrín de Rueda
Villamondrín de Rueda es una localidad del municipio de Valdepolo, en la provincia de León, Comunidad Autónoma de Castilla y León (España).
Limita al N con Rueda del Almirante, al E con Quintana de Rueda y al S con San Miguel de Escalada y La Aldea del Puente.

## Evolución demográfica
| 2000 | 2001 | 2002 | 2003 | 2004 | 2005 | 2006 | 2007 | 2008 | 2009 | 2010 | 2011 | 2016 |
| 123  | 123  | 116  | 111  | 108  | 110  | 114  | 108  | 110  | 109  | 105  | 106  | 107  |

- Datos: Q6162712